# پشت‌نقطه‌ای‌های رنگواره
پشت‌نقطه‌ای‌های رنگواره (نام علمی: Pseudochromis) سرده‌ای از ماهیان خانواده Pseudochromidae است که در اقیانوس هند و اقیانوس آرام یافت می‌شود.